# フジフェリー
フジフェリー株式会社（英：Fuji Ferry Co., Ltd）は、かつて日本に存在した海運会社。

## 概要
1969年秋に三井物産から大阪商船三井船舶に対して東京湾フェリーが企画していた東京-清水-名古屋間でのカーフェリー計画に参加要請があり、東京湾フェリー親会社の京成電鉄と商船三井の間で対等条件での会社設立に合意し、商船三井と京成のほか近畿日本鉄道・名古屋鉄道らの出資を受け設立。日本沿海フェリー・大洋フェリー・九州急行フェリーとともに「オレンジファンネルグループ」を形成し、1975年10月までに日本列島を一周する8路線のフェリー航路網の構築を計画していた。
しかし当初の航路計画では採算を見込めず、混雑をきたしていた東名高速道路の補完需要や、三重県の中南勢工業開発計画や首都圏から伊勢志摩地域への観光ニーズに対応するべく、東京-松阪-名古屋航路に変更し1973年就航を目標とした。しかし松阪港の浚渫工事に際し地元漁業組合との補償がこじれ就航は1974年に延期され、延期中に竣工した新造船いせ丸・しま丸は日本沿海フェリーに用船され東京-苫小牧航路にて「さっぽろ丸」就航までの繋ぎやエンジントラブル時の代替船として用いられた。
1974年10月に就航、しかしオイルショック直後で公害問題の兼ね合いから紀勢地方での工業開発計画が縮小され採算の見込みが立たず、バイパス効果の少なさから陸上交通機関との競争に破れたこともあり、1977年度には累積損失が46億400万円に登り、九州急行フェリーに事業譲渡の上で解散となった。

## 沿革
- 1970年
  - 11月20日：大阪商船三井船舶・京成電鉄の間で東京-清水-名古屋間のカーフェリー事業を目的とした会社設立を合意[6]。
  - 11月27日：会社設立[2]。
- 1971年4月：運輸省が東京-松阪-名古屋航路計画を認可[13]。
- 1974年
  - 5月22日：名古屋港への寄港計画を中止[14]。
  - 9月24日：松阪-名古屋航路の廃止が認可される[13]。
  - 10月17日：東京-松阪航路就航[2]。
- 1976年9月：保有船舶2隻を日本リースに割賦売却しリース使用で運航を行う[15]。
- 1977年
  - しま丸を商船三井に売却、その後元大洋フェリー「おりおん」が就航[12]。
  - 10月：事業廃止を決定[16]。
- 1978年9月：日本カーフェリーがいせ丸を購入、おりおん1隻のみによる運航とする[12]。
- 1979年10月23日：九州急行フェリーに事業譲渡し解散[2]。

## 航路
- 東京港 - 松阪港[2]（389km・所要時間11時間30分[17]）
  - 初期は1日1便[18]、末期は週3便運航[1]。

## 船舶
ファンネルマークは大阪商船三井船舶のオレンジ一色。
- いせ丸/しま丸[12]
  - 約7,100総トン、全長140.9m、幅22.4m、航海速力21.5ノット。
  - 旅客定員670名。車両積載数：8tトラック104台・乗用車45台。林兼造船下関造船所建造。
  - 塗装は胴体下半分を水色と残りを白とし胴体中央に「フジフェリー」のロゴをあしらった。
- おりおん[12]
  - 7,174総トン、全長140.9m、幅22.4m、航海速力21.5ノット。
  - 旅客定員794名。車両積載数：8tトラック94台・乗用車72台。林兼造船下関造船所建造。大洋フェリーから用船。